# بيت السوط (الشاهل)

تعديل مصدري - تعديل

بيت السوط هي إحدى قرى عزلة جانب الشام بمديرية الشاهل التابعة لمحافظة حجة، بلغ تعداد سكانها 43 نسمة حسب تعداد اليمن لعام 2004.